# 사탄교회

사탄교회 (The Church of Satan)는 사탄성경의 교리를 따르는 사탄주의 조직이다. 1966년 4월 30일 대사제 안톤 라베이를 중심으로 캘리포니아의 샌프란시스코에 세워졌다.

## 같이 보기
- 사탄